# ویلا فیتزجرالد
ویلا فیتزجرالد (متولد ۱۷ ژانویه 1991) بازیگر آمریکایی است. وی بیشتر به خاطر نقش اصلی اِما دووال در مجموعه تلویزیونی اسکریم شبکهٔ ام‌تی‌وی شناخته شده است. از دیگر نقش‌های قابل توجه او می‌توان به استودیو آمازون مجموعه تلویزیون اینترنتی کوتاه مدت آلفا خانه، ایفای نقش راسکو کانکلین در سریال پرایم ویدئو ریچر، و سریال درام دردهای سلطنتی از شبکهٔ یواس‌ای نتورک و فیلم سینمایی دلبر عجیب اشاره کرد.

## زندگی و حرفه
فیتزجرالد در سال ۲۰۱۳ لیسانس مطالعات تئاتر را از دانشگاه ییل دریافت کرد.
بین سال‌های ۲۰۱۳ و ۲۰۱۴، فیتز جرالد نقش لولا لافر در-زندگی کوتاه بازی آمازون استودیوز سیاسی وب تلویزیون سری آلفا خانه. این سریال قبل از لغو، دو فصل به طول انجامید. در ۲۳ آوریل ۲۰۱۴، گزارش شد که فیتزجرالد در سریال درام‌های سلطنتی Pains در نقش Emma Miller نقشی مکرر بدست آورد. او بین سال‌های ۲۰۱۴ تا ۲۰۱۵ همچنین در مجموعه‌های مختلف تلویزیونی مانند Blue Bloods، پیروی و گاتهام به ایفای نقش مهمان پرداخت.
در ۵ اوت ۲۰۱۴، فیتزجرالد برای جیغ ام‌تی‌وی انتخاب شد. در تاریخ ۲۹ ژوئیه ۲۰۱۵، این سریال برای فصل دوم تمدید شد که در ۳۰ مه ۲۰۱۶ به نمایش درآمد. در تاریخ ۲۶ آوریل ۲۰۱۷، MTV اعلام کرد که Scream با اجرای بازیگران جدید دوباره راه اندازی مجدد می‌شود.
اعتبارات فیتزجرالد در تئاتر شامل آثاری مانند زن و شوهر در آشپزخانه، بخش خصوصی، بازی گاو و گربه و قناری است. در اوت ۲۰۱۶، او به جمع بازیگران فیلم بدبختی که توسط لاکی مک کی کارگردانی شد و در اکتبر ۲۰۱۷ با عنوان Blood Money اکران شد.
در ژانویه ۲۰۱۶، وی در مجموعه وب go90 وضعیت ارتباط انتخاب شد. وی نقش بث را در یک قوس دو اپیزودی به تصویر کشید.
در مارس ۲۰۱۷، فیتزجرالد برای بازی در نقش خلبان تلویزیون فاکس در پشت خطوط دشمن، با بازی خلبان نیروی دریایی روکسان دالی ، انتخاب شد اگرچه فاکس در ماه مه ۲۰۱۷ خلبان را سپری کرد. در ژوئیه ۲۰۱۷، فیتزجرالد برای بازی در نقش مگ در مینی سریال BBC Little Women بر اساس کتابی به همین نام انتخاب شد. اولین بار روز باکسینگ، ۲۰۱۷.
در نوامبر ۲۰۱۷، فیتزجرالد به عنوان رهبر E! خلبان # Fashionvictim در نقش آنیا سنت کلیر. در مارس ۲۰۱۸، خلبان مأموریت پیدا نکرد که با E! جلو برود. در دسامبر سال ۲۰۱۷، وی برای بازی در نقش کیتسی باربور در فیلم سهره طلایی بر اساس کتابی به همین نام برنده جایزه پولیتزر دونا تارت شد.
در ژوئیه ۲۰۱۸، فیتزجرالد به عنوان یکی از نقش‌های اصلی در خلبان نمایش شبکهٔ تلویزیونی یواس‌ای نتورک Dare Me انتخاب شد، که در ژانویه ۲۰۱۹ به سریال انتخاب شد. او قرار است نقش Colette French را بازی کند، مربی تشویقی که در به خطر انداختن مردد نیست. در دسامبر ۲۰۱۸، فیتزجرالد در یک قسمت از سریال درام گلچین نتفلیکس، Heartstrings انتخاب شد. اکران این سریال در ۲۲ نوامبر ۲۰۱۹ بود. در آوریل ۲۰۱۹، اعلام شد که فیتزجرالد به عنوان مهمان در فصل ششم سریال کمدی-درام شبکهٔ تی‌وی لند جوان‌تر بازی می‌کند.

## فیلم‌شناسی
| سال  | عنوان             | نقش        | یادداشت           |
| ---- | ----------------- | ---------- | ----------------- |
| ۲۰۰۸ | به عشق یک سگ      | ویویان     |                   |
| ۲۰۱۷ | نمایش عجیب و غریب | تیفانی     |                   |
| ۲۰۱۷ | خون‌بها            | لین        | عنوان اصلی بدبختی |
| ۲۰۱۷ | خانه ساحلی        | اما        |                   |
| ۲۰۱۹ | سهره طلایی        | کیتی باربر |                   |
| ۲۰۲۳ | گربه وحشی         |            |                   |
| ۲۰۲۳ | دلبر عجیب         | زن         |                   |
| ۲۰۲۳ | جاده ناامیدی      |            |                   |

2023 Strange Darlin نازنین عجیب 
این فیلم تریلری جنایی است که دست به نوآوری می‌زند و المان‌های ژانری را به شیوه‌ای متفاوت به کار می‌گیرد.

| سال       | عنوان                            | نقش             | یادداشت                                                                                           |
| --------- | -------------------------------- | --------------- | ------------------------------------------------------------------------------------------------- |
| ۲۰۱۳–۲۰۱۴ | خانه آلفا                        | لولا لافر       | نقش تکرار شونده ۱۲ قسمت                                                                           |
| ۲۰۱۴      | تازه‌کار                          | لوسی گریگو      | خلبان تلویزیون بی فروش                                                                            |
| ۲۰۱۴      | نجیب‌زاده - اشراف‌زاده - اصیل زاده | لیسی ساترلند    | قسمت: "The Bogeyman"                                                                              |
| ۲۰۱۴      | The Following                    | جنی             | قسمت: "خیانت"                                                                                     |
| ۲۰۱۴      | درد سلطنتی                       | اما میلر        | نقش تکرار شونده (فصل ۶) ۱۳ قسمت                                                                   |
| ۲۰۱۴      | پروژه وال استریت بدون عنوان      | تارا کانکلین    | خلبان تلویزیون بی فروش                                                                            |
| ۲۰۱۵      | گاتهام                           | گریس فیرچیلد    | قسمت: "جانوران شکار"                                                                              |
| ۲۰۱۵–۲۰۱۶ | جیغ بزن                          | اما دووال       | نقش اصلی (فصل ۱–۲) {{سخ}} نامزد شده - جایزه Teen Choice برای Choice Summer TV Star: Female (2015) |
| ۲۰۱۷      | گاو نر                           | سوزان برایانت   | قسمت: "حیوان خانگی معلم"                                                                          |
| ۲۰۱۷      | پشت خطوط دشمن                    | رکسان دالی      | خلبان تلویزیون بی فروش                                                                            |
| ۲۰۱۷      | زنان کوچک                        | مگ مارس         | نقش اصلی                                                                                          |
| ۲۰۱۸      | #قربانی مد                       | آنای سنت کلیر   | خلبان تلویزیون بی فروش                                                                            |
| ۲۰۱۸      | خانه کارتها                      | کلر بیست ساله   | قسمت‌ها: "فصل ۷۲"، "فصل ۷۳"                                                                        |
| ۲۰۱۹      | قانون و نظم: واحد ویژه قربانیان  | آوا پارسل       | قسمت: " پلاستیک "                                                                                 |
| ۲۰۱۹      | جوان تر                          | آدری کولبرت     | قسمت‌ها: "مظنون غیرمعمول"، "ادغام، او نوشت"                                                        |
| ۲۰۱۹      | بندهای قلب                       | مادی هاوکینز    | قسمت: "JJ Sneed"                                                                                  |
| ۲۰۱۹–۲۰۲۰ | به جرئت من                       | Colette فرانسوی | نقش اصلی                                                                                          |
| سال ۲۰۲۰  | اقدام به یک علت                  | هملت            | قسمت: "هملت"                                                                                      |
| سال ۲۰۲۰  | روز به روز                       | راوی (صدا)      | قسمت: "حلقه بسته جوانه"                                                                           |

| سال  | عنوان          | نقش       | یادداشت                     |
| ---- | -------------- | --------- | --------------------------- |
| ۲۰۱۶ | وضعیت رابطه    | بث        | قسمت‌ها: "دوستان"، "پسر خوب" |
| ۲۰۱۶ | جیغ: اگر بمیرم | اما دووال | قسمت: "یک سورپرایز چپ"      |